# Объркани и непокорни
„Объркани и непокорни“ (на английски: Dazed and Confused) е американски игрален филм от 1993 година на режисьора Ричард Линклейтър, разглеждащ живота на група тийнейджъри от предградията на Остин, Тексас през лятото на 1976 година. Във филма взимат участие с второстепенни роли – Матю Макконахи, Мила Йовович, Рене Зелуегър и Бен Афлек, които впсоледствие се превръщат в световни звезди.
Въпреки че филмът едва достига 8 милиона долара приходи (при бюджет от 7 милиона), впоследствие придобива статут на култов филм. През 2002 Куентин Тарантино го поставя в собствения си топ 10 за най-добри филми на всички времена. 
Името на филма произлиза от песента на Лед Зепелин със същото име.

## В ролите
- Джейсън Лондон – Рандал Флойд
- Уили Уигинс – Мич Крамър
- Рори Кокрейн – Рон Слейтър
- Матю Макконахи – Дейвид Уудърсън
- Саша Дженсън – Дон Даусън
- Мишел Бърк – Джоди Крамър
- Адам Голдбърг – Майк Нюхаус
- Мила Йовович – Мишел Бъроус
- Бен Афлек – Фред О'Баниън
- Рене Зелуегър – Неси Уайт

## Саундтрак
Ричард Линклейтър се обръща към членовете на Лед Зепелин с молба да използва песента им „Rock and Roll“ във филма, но докато Джими Пейдж и Джон Пол Джоунс се съгласяват, Робърт Плант отказва.
1. Рик Деринджър – Rock and Roll, Hoochie Koo
2. Фогат – „Slow Ride“
3. Алис Купър – „School’s Out“
4. Блек Оук Арканзас – „Jim Dandy“
5. ЗиЗи Топ – „Tush“
6. Назарет – „Love Hurts“
7. Тед Нюджънт – „Stranglehold“
8. Рънауейс – „Cherry Bomb“
9. Суит – „Fox on the Run“
10. Уар – „Low Rider“
11. Линърд Скинърд – „Tuesday's Gone“
12. Дийп Пърпъл – „Highway Star“
13. Кис – „Rock and Roll All Nite“
14. Блек Сабат – „Paranoid“